# Mbarek Ould Habib Allah
L'imam Mbarek Ould Habib Allah (+ 1668) fou el quart imam amazic a Mauritània. Va succeir per elecció a Qadi Othman i va governar uns tres anys (1665- 1668).
A l'assemblea de notables que va seguir la mort de l'imam Qadi Othman fou escollit Mbarek ben Habib Allah mentre al camp de batalla les tropes elegien al militar Al Fadel ben al-Kouri. Ibrahim ben al-Kouri, germà d'al-Fadel es va dirigir a l'exèrcit i li va demanar de desistir de la seva elecció i al-Fadel va consentir però va abandonar als Zenouïa i es va passar als merafra, el que fou un exemple dramàtic per molts dins l'imamat.
Mokhtar va quedar doncs com únic imam. Era un home guapo, pietós i amb "sovoir faire"; era d'origen Ould Diman i derivava de l'ancestre de la següent manera: el seu pare pare Habib Allah era fill d'Al-Falli, fill de Baba Ahmed, fill de Iakouben Allah, fill d'Atjfagha Diman, fill de Yakub, fill d'Atjfagha Mussa, fill de Mohandi Amrar, l'ancestre dels Oulad Diman.
Amb 400 guerrers va marxar contra els merafra als que va atacar a Oglat al-Arch, a 15 kilòmetres al nord de Noualal, prop de Faye. Els marafres, més nombrosos, els van rodejar, però van rebre reforços i van poder trencar el setge i finalment el combat va quedar indecís.
Algunes desercions més al camp berber van aconsellar als merfra o hassànides a reprendre l'ofensiva; van reunir totes les seves forces i les dels seus tributaris i aliats i van marxar contra Imam Mbarek. Aquest estava als pous de Tin Djemaren prop de la mar i a l'oest de Mederdra. La batalla fou una victòria dels merafres. L'imam va morir lluitant; també van morir els seus dos fills i un grapat de cadis i notables. El nou imam fou Munir al-Din.